# Harry and the Potters
Harry and the Potters är en indierockgrupp som spelar i genren wizard rock, vilken gruppen även grundade.  Gruppen inspireras av Harry Potter-serien av J.K. Rowling. Gruppen består av bröderna Paul and Joe DeGeorge, som grundade bandet 2002 i Norwood i Massachusetts i USA. Dess musikstil är indierock, med Harry Potter'-inspirerade texter, vanligtvis från huvudpersonen Harry Potters utgångspunkt.
Efter att gruppen grundat genren wizard rock började liknande grupper, som de också tog personligheter från Harry Potters värld eller klädde sig som någon sådan, uppträda på Harry Potter-konvent. Harry and the Potters föredrar att spela på bibliotek. De flesta wizard rock-fans var innan de började lyssna på genren Harry Potter-fans; detta till trots har grupper inom genren tilldragit sig folk som inte är inbitna Harry Potter-fans.  Harry and the Potters, samt wizard rock generellt, har blivit ett internationellt fenomen. 
Sedan gruppen grundades 2002 har det släppt tre fullängdsstudioalbum, tre EP-s, ett samlingsalbum samt medverkat i ytterligare tre samlingsalbum. Tidskriften Boston Phoenix har kallat Harry and the Potters "Pink Floyd of Potterdom".

## Historia

### Grundande (2002)
Den första sången med temat Harry Potter anses vara sången "Ode to Harry" som Switchblade Kittens, en poppunkgrupp i Los Angeles, släppte 2000 ur Ginny Wealseys, en annan fiktiv person i serien, perspektiv. Harry and the Potters är dock den första grupp med Harry Potter-tema, vilken skapade den fandomcentrerade musikgenren wizardrock.  Gruppen grundades ganska slumpartat. I Cambridge, Massachusetts arbetade Paul DeGeorge (född 10 juni 1979)  som kemitekniker med att utveckla vaccin på ett biotekniksföretag.   Paul DeGeorge hade nyligen utexaminerats från Tufts University. Utanför sitt arbete var Paul DeGeorge en musiker vars indiegrupp, The Secrets, hade turnerat i nordöstra USA från 2001 till 2002. För att främja The Secrets grundade Paul DeGeorge ett litet indieskivmärke, Eskimo Laboratories. En av de andra musikgrupperna i Eskimos talangstall var Ed in the Refridgerators, vars frontperson var Paul DeGeorges 14 år gamla bror Joe. Joe DeGeorge (född 4 juli 1987) studerade på Norwood High School. Han och hans vän från skolan, Andrew MacLeay, hade spelat i rockgrupper tillsammans sedan de var 11 respektive 12 år gamla.